# Drew Pearce
Drew Pearce (nascido em 24 de agosto de 1975) é um roteirista, produtor e diretor britânico.

## Carreira
Pearce produziu vários programas de televisão britânicos antes da transição para a escrita e direção, incluindo The Musical Storytellers Ginger and Black para E4 e  High Spirits with Shirley Ghostman para a BBC Three. Em 2007, Pearce criou No Heroics, uma sitcom britânica sobre super-heróis mal-sucedidos, para a ITV2.
Em 2010, Pearce entrou em Hollywood quando a Marvel Studios o contratou para adaptar a série de quadrinhos Fugitivos, de Brian K. Vaughan e Adrian Alphona, para a tela grande. No entanto, o desenvolvimento do filme acabou sendo posto em espera. Foi então anunciado em 31 de março de 2011, que ele co-escreveria Homem de Ferro 3 com o diretor Shane Black. Depois de terminar Homem de Ferro 3, Pearce completou uma reescrita sem créditos no roteiro de Pacific Rim, de Guillermo del Toro. Pearce escreveu e dirigiu o curta-metragem da "Marvel One-Shots", All Hail the King. Ele recebeu crédito pela história de Mission: Impossible - Rogue Nation depois que seu roteiro original foi reescrito pelo diretor Christopher McQuarrie.

## Filmografia
| Ano  | Filme                              | Crédito                     | Notas          |
| ---- | ---------------------------------- | --------------------------- | -------------- |
| 2013 | Homem de Ferro 3                   | Roteiro                     |                |
| 2014 | Marvel One-Shot: All Hail the King | Direção e Roteiro           | Curta-metragem |
| 2015 | Mission: Impossible – Rogue Nation | História                    |                |
| 2018 | Hotel Artemis                      | Direção, Roteiro e Produção |                |